# Altenhof (Essen)

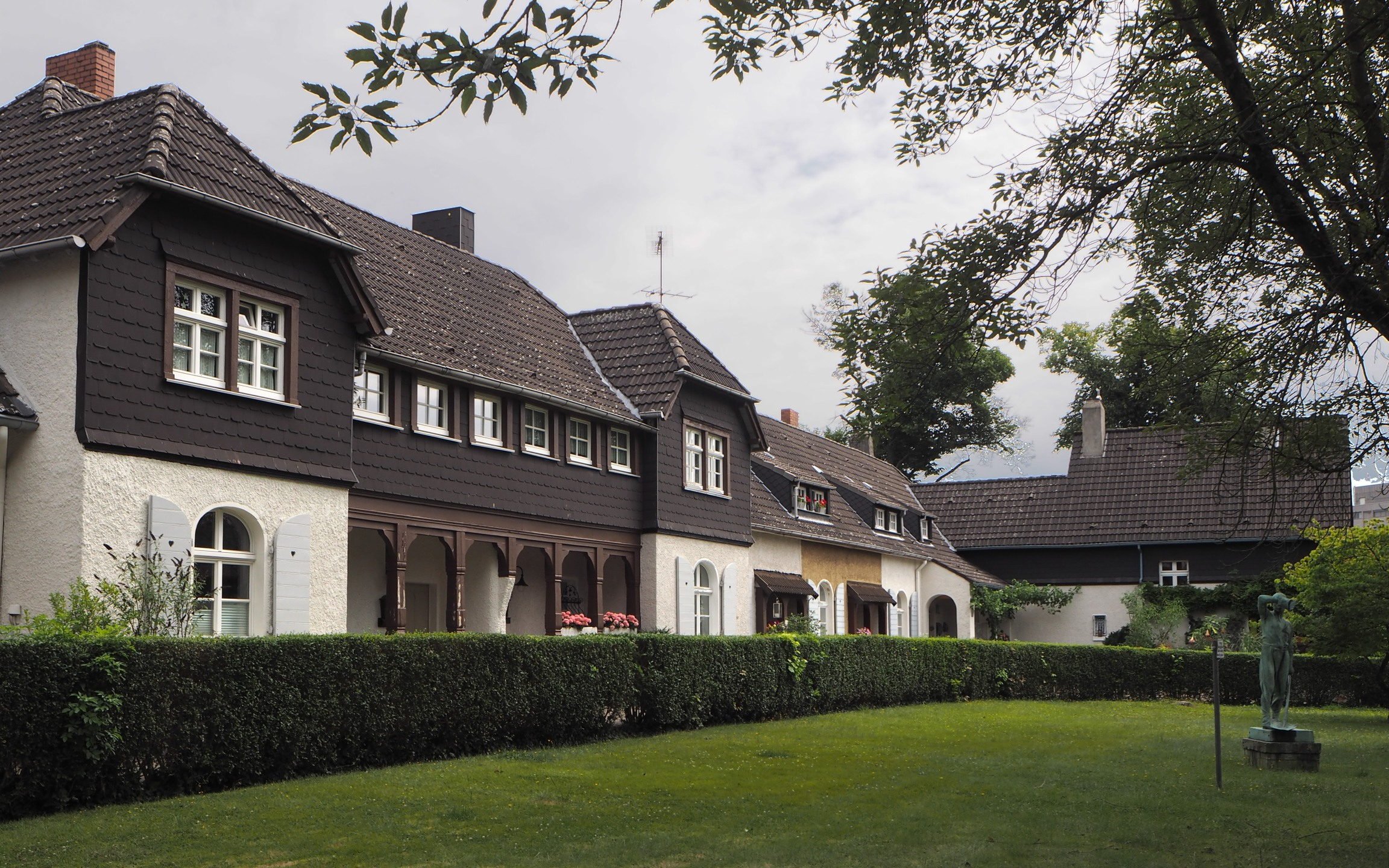
Am Gußmannplatz ist ein authentisches Ensemble der Siedlung Altenhof I erhalten. (Foto 2016)

Siedlungsplan Altenhof I, 1902 (Norden ist links), oben der Krupp-Waldpark.

Die Siedlung Altenhof besteht aus den beiden Bauabschnitten der Siedlung Altenhof I, welche zwischen 1893 und 1907 errichtet wurde, und der Siedlung Altenhof II aus den Jahren 1907 bis 1914. Altenhof I liegt im Essener Stadtteil Rüttenscheid, Altenhof II in Stadtwald. Beide wurden von der Friedrich Krupp AG für ihre ehemaligen Angestellten errichtet. Zur damaligen Zeit war es ein revolutionäres soziales Engagement, dass hier Alte, Invaliden und Alleinstehende mietfrei wohnen durften. Heute sind die noch vorhandenen Teile der Siedlung Altenhof ein Zeugnis historischer Siedlungsentwicklung und gehören damit zur Route der Industriekultur.

## Altenhof I
1892 enthüllten Werksangehörige das Alfred-Krupp-Denkmal, das der Münchner Bildhauer Alois Mayer (1855–1936) geschaffen hatte. Es befand sich vor der Werkshalle, die heute das Colosseum Theater bildet. Im Zweiten Weltkrieg wurde die Statue Alfred Krupps durch Fliegerbomben vom Denkmalsockel gestürzt, auf dem sein Leitgedanke geschrieben stand, den er 1873 anlässlich des 25-jährigen Jubiläums seiner Besitzübernahme der Gussstahlfabrik von seiner Mutter Therese niederschrieb:

„Der Zweck der Arbeit soll das Gemeinwohl sein, dann bringt Arbeit Segen, dann ist Arbeit Gebet.“

Als Dank für das Denkmal ließ Sohn Friedrich Alfred Krupp die Siedlung Altenhof erbauen. Seine damals revolutionäre Absicht war es, 607 Wohnungen zum Wohle ehemaliger Beschäftigter zu errichten, in denen sie kostenlos einen angenehmen Lebensabend verbringen konnten. Die Arbeiten fanden von 1893 bis 1896 und von 1899 bis 1907 statt. Sie wurden auch nach dem Tode des Stifters 1902 weiter fortgeführt. Der Leiter des Kruppschen Baubüros, Robert Schmohl, entwarf die 186 Häuser der Siedlung im Cottagestil mit Verzierungen und Erkern, um den damals grauen Alltag in den Hintergrund zu drängen. Dazu diente auch der angrenzende Kruppsche Waldpark im Osten der Siedlung; heute zwischen dem Alfried Krupp Krankenhaus und der Bundesautobahn 52 gelegen.
Das Kaiserin-Auguste-Viktoria-Erholungshaus diente aus dem Kruppschen Lazarett entlassenen Arbeitern, die hier endgültig genesen sollten.
Bis auf fünf Häuser am Hundackerweg, davon je zwei als Doppelhaus errichtet, fielen weite Teile der Siedlung Altenhof I in den 1980er Jahren dem Neubau des Alfried Krupp Krankenhauses zum Opfer.
Zudem sind nördlich vier Pfründnerhäuser aus den Jahren 1900 bis 1905 erhalten.

Altenhof I; 1902 (Blick von der evangelischen Kapelle Richtung Osten)
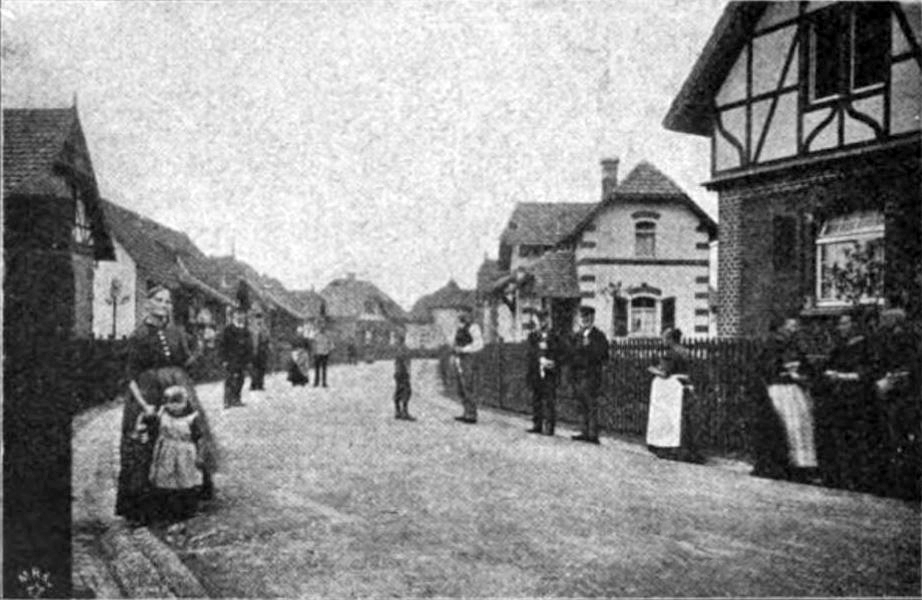
Altenhof I; vor 1903
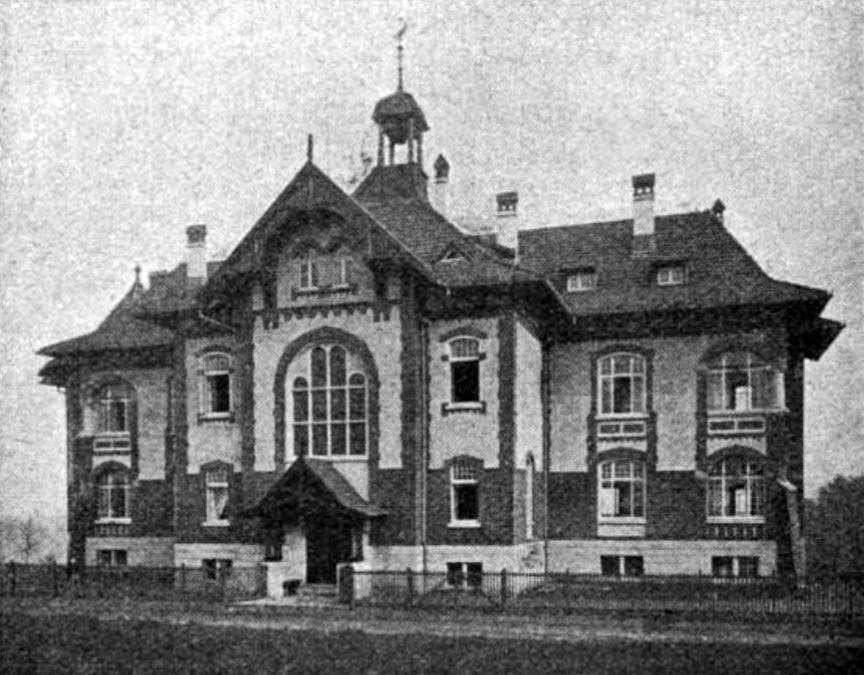
Kaiserin-Auguste-Viktoria-Erholungshaus, nicht erhalten (Stand nördlich vom Krupp-Krankenhaus, neben der (ehem. Katholischen) Krankenhaus-Kapelle)
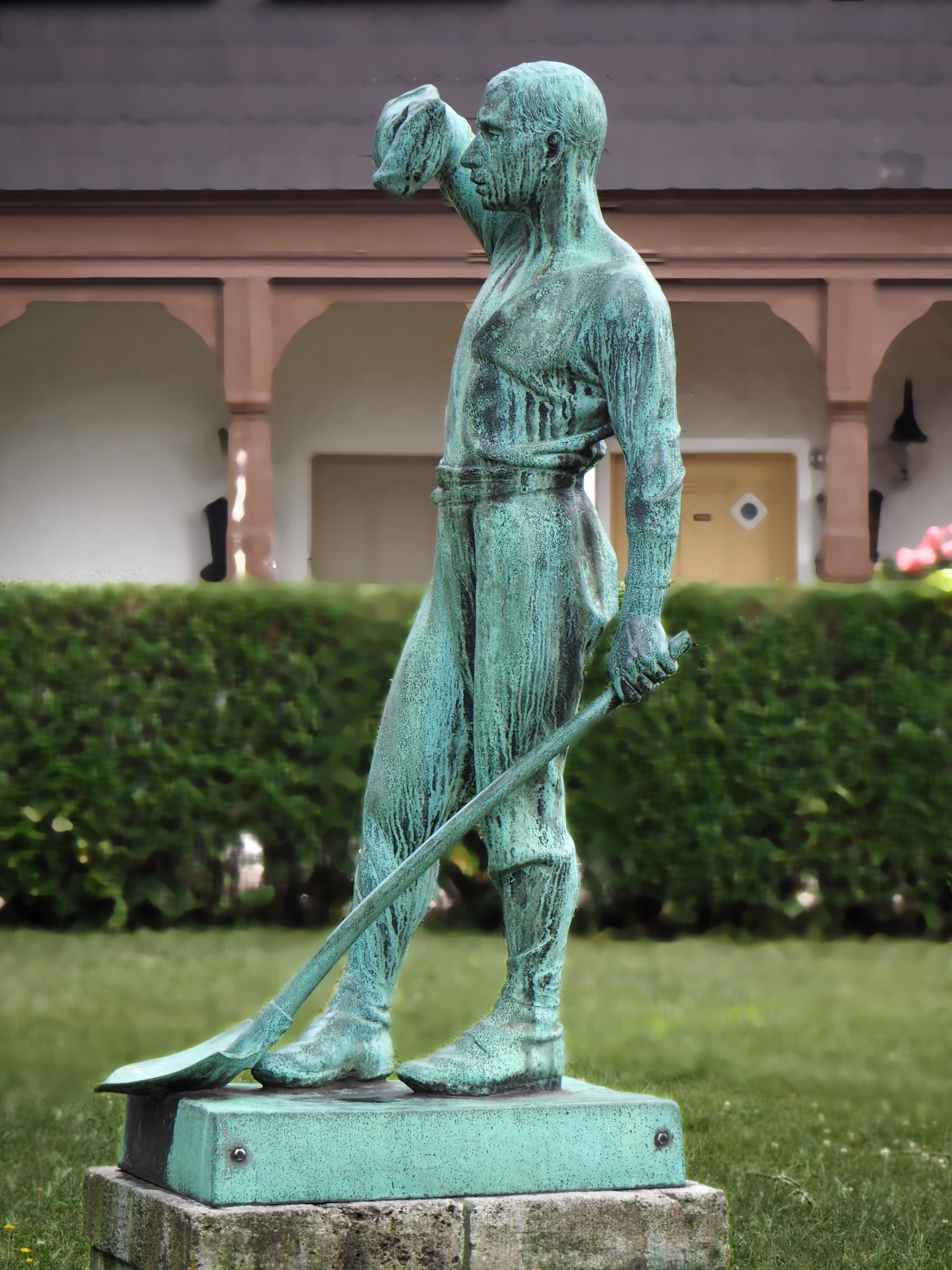
Skulptur eines Gießereiarbeiters am Gußmannplatz (Nordseite)
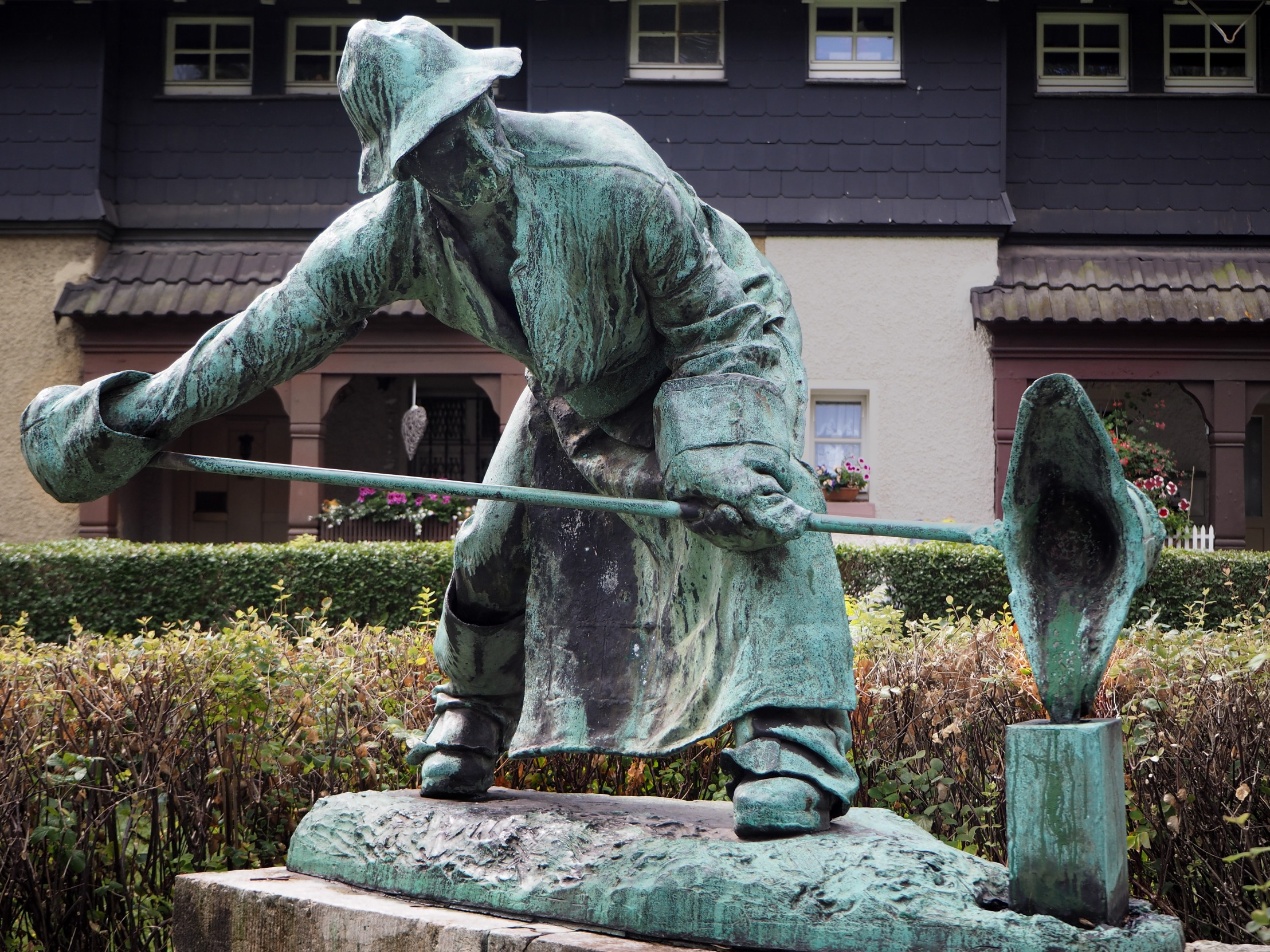
Skulptur eines Gießereiarbeiters am Gußmannplatz (Südseite)
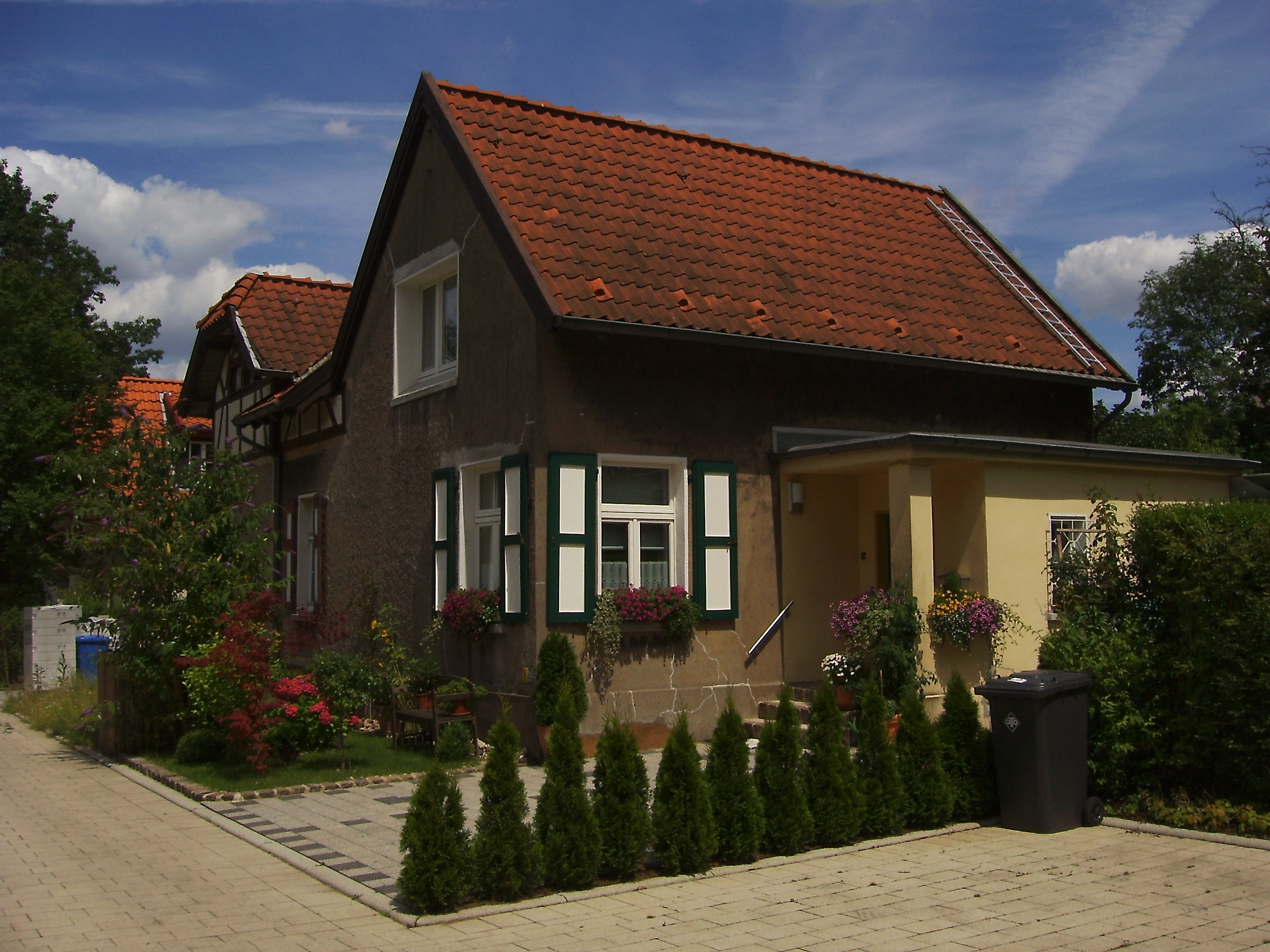
Altenhof I (Hundackerweg), zwei Doppelhäuser und ein einzelnes sind noch vorhanden.

Die restlichen Überbleibsel dieser Siedlung befinden sich am Hundackerweg und am Gußmannplatz. Letzterer wurde zwischen 1900 und 1905 errichtet. Dieser Platz ist im Norden und Süden symmetrisch mit je einer eineinhalbgeschossigen Häuserreihe begrenzt. Seine Mittelachse war damit auf die ehemals westlich gelegene evangelische Kirche ausgerichtet. Auch das Haus Nr. 24 im Osten des Platzes existiert heute nicht mehr. So bildete der Gußmannplatz einst von Westen, also von der Rüttenscheider Straße her, als geschlossener Vorhof den Eingangsbereich in den Altenhof.

### Kapellen
Die heute überkonfessionelle Krankenhauskapelle aus dem Jahre 1900 ist die ehemalige katholische Kapelle des Altenhofs. Ab 1899 errichtet, wurde sie am 25. Oktober 1900 im Beisein von Kaiser Wilhelm II. und Kaiserin Auguste Viktoria eingeweiht. Sie wurde einschiffig mit östlichem Rundchor als Altarraum ausgeführt. Nach teilweiser Zerstörung im Zweiten Weltkrieg wurde sie 1952 verändert wieder aufgebaut.
Östlich der Mittelachse des Gußmannplatzes wurde die evangelische Kapelle gleichzeitig mit der katholischen Kapelle (heute die Kapelle des Krupp-Krankenhauses) und ebenfalls im Beisein des Kaiserpaares eingeweiht. Sie fiel dem Zweiten Weltkrieg zum Opfer.

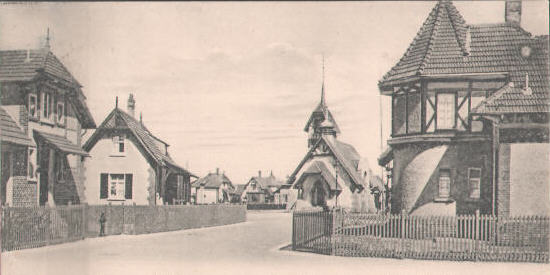
Altenhof I mit evangelischer Kapelle, 1901 errichtet (vom Gußmannplatz aus gesehen)
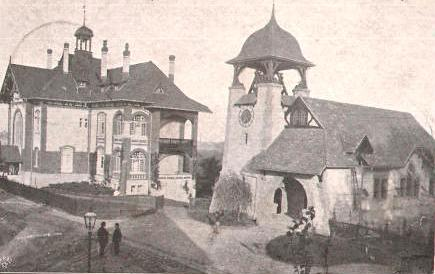
Katholische Kapelle im Altenhof I (heute noch verändert erhalten), daneben das Kaiserin-Auguste-Viktoria-Erholungshaus
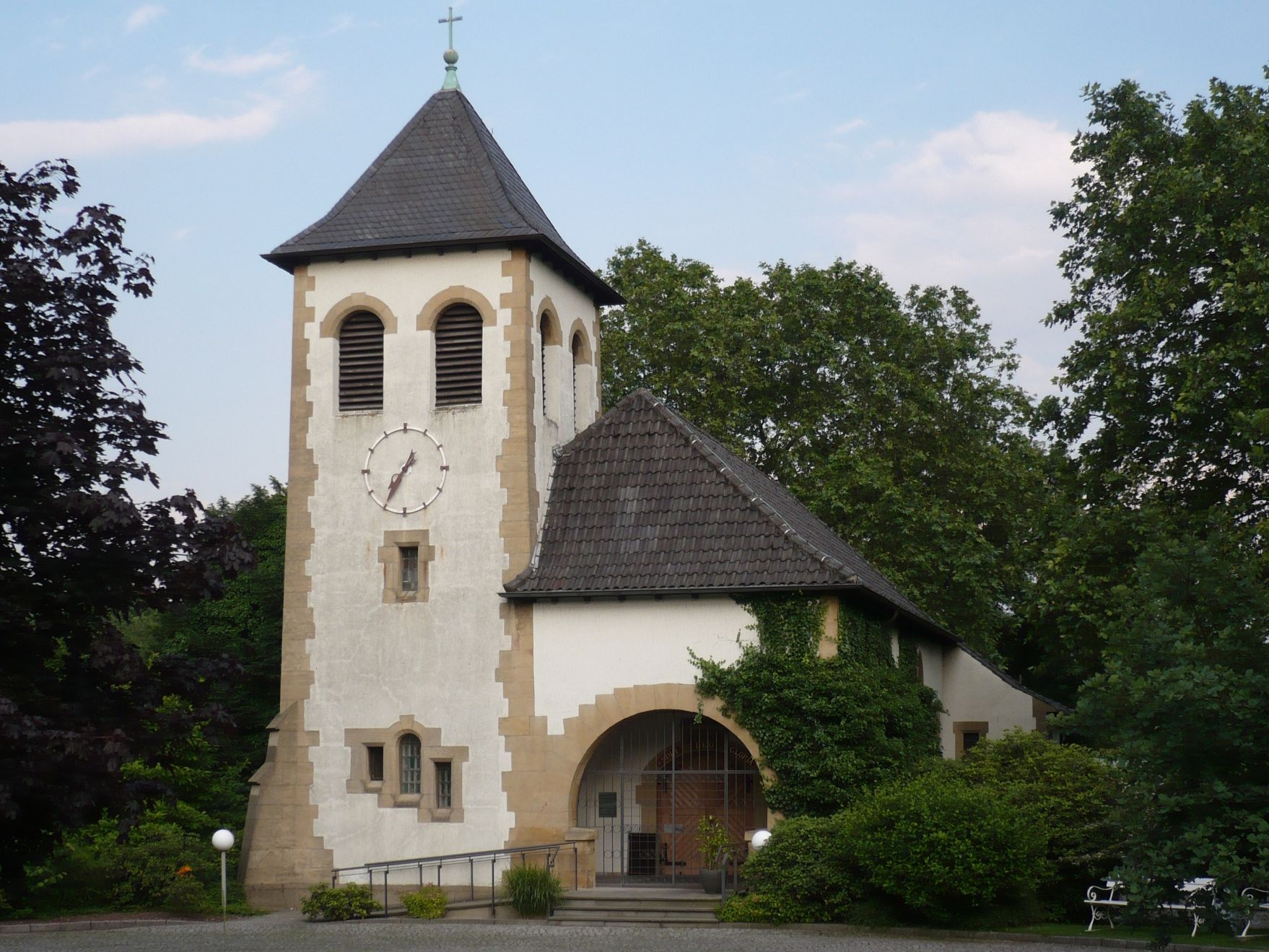
Katholische Altenhof l Kapelle (2008), heute Kapelle des Alfried Krupp Krankenhauses
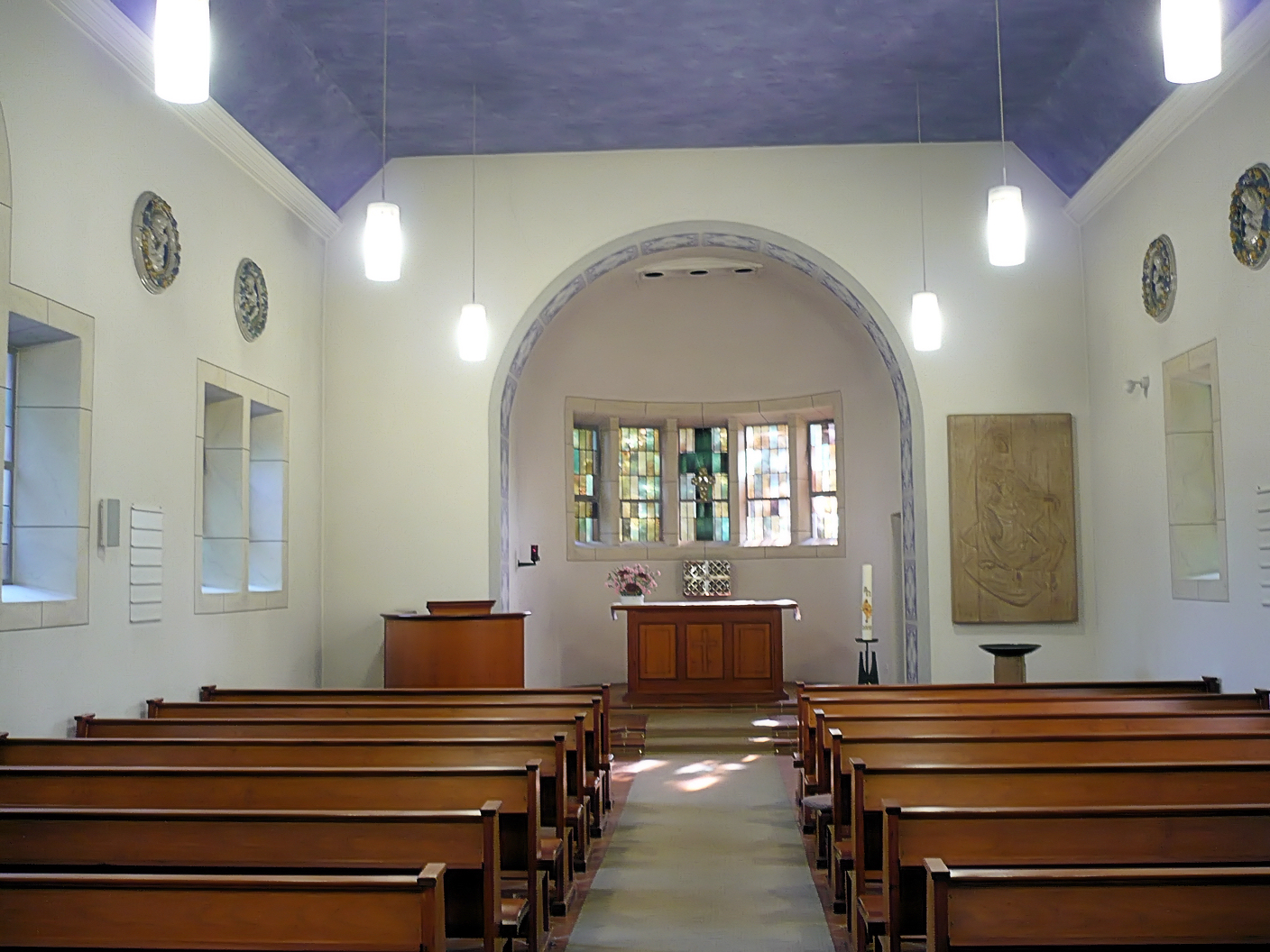
Katholische Altenhof l Kapelle (2008), Innenansicht des Schiffes

## Altenhof II

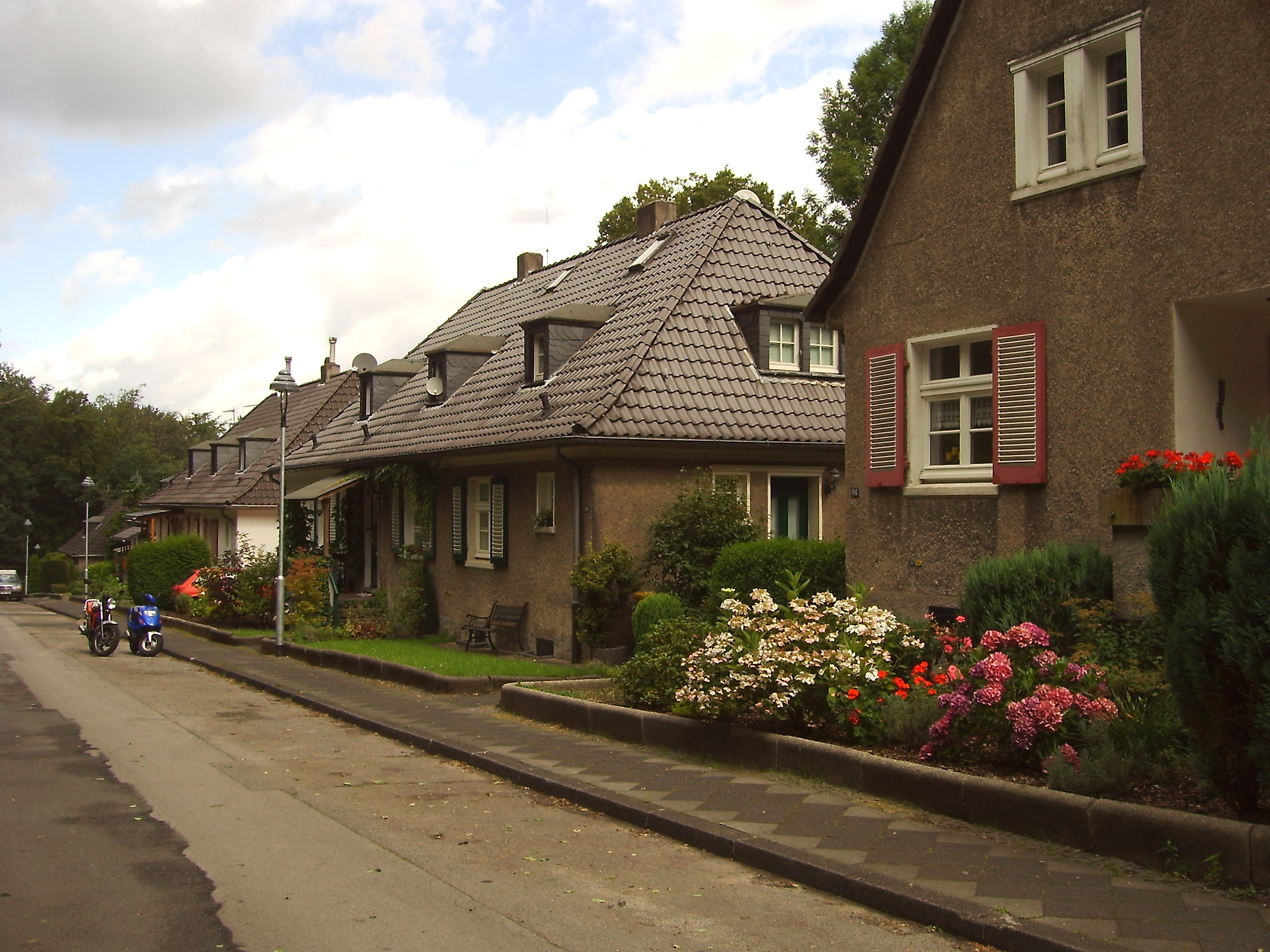
Altenhof II, Eichenstraße (Foto 2007)

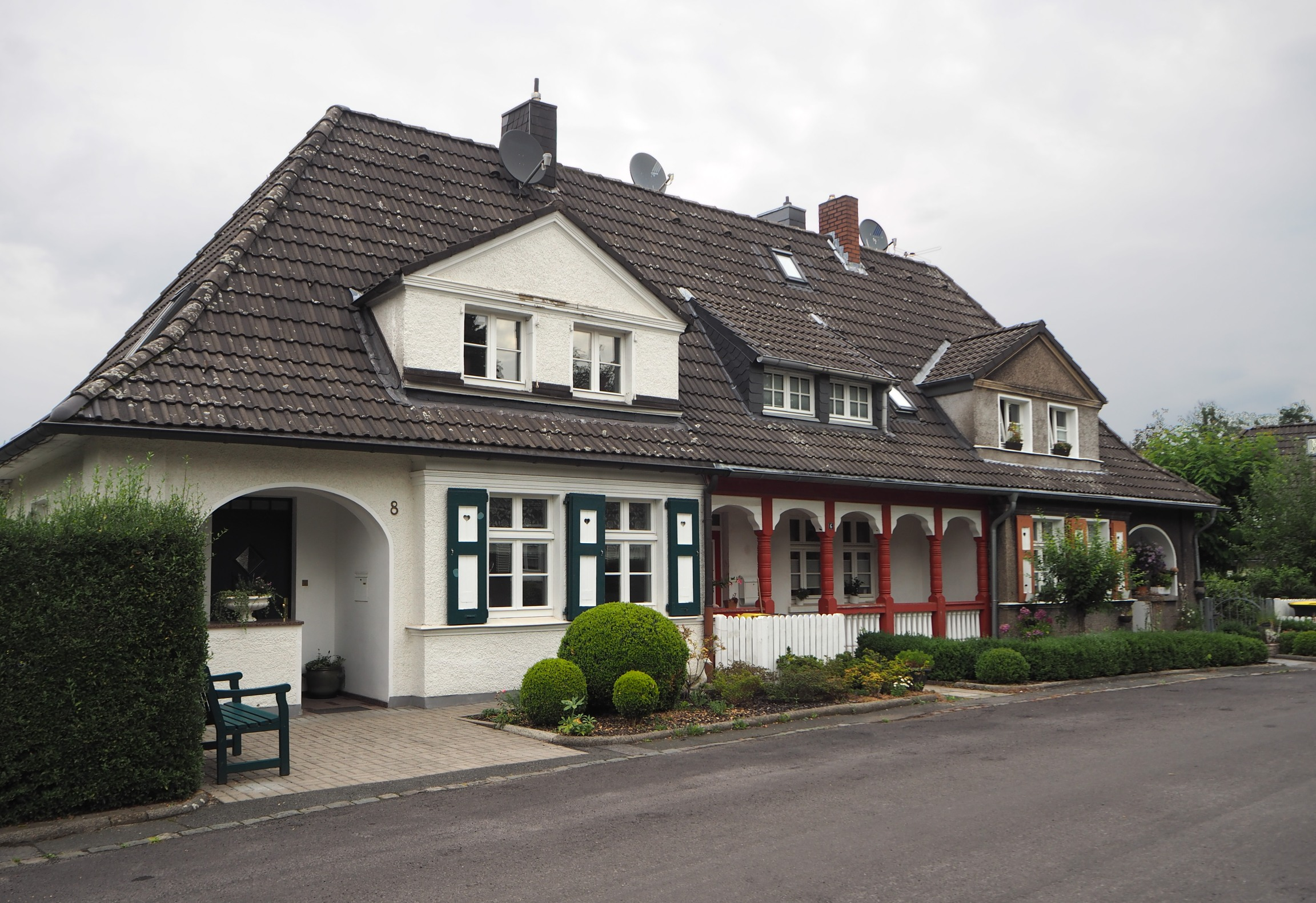
Altenhof II, Mehrfamilienhaus (Foto 2016)

Die Siedlung Altenhof II war die Fortführung des Grundgedankens von Friedrich Alfred Krupp. Sie war durch den Kruppschen Waldpark vom Altenhof I getrennt und befindet sich in ausgeprägter Hanglage. Von 1907 bis etwa 1914 entstanden im ersten Bauabschnitt schön angelegte und abwechslungsreich gestaltete Steinhäuser. Robert Schmohl, Leiter des Kruppschen Baubüros, war architektonisch federführend und griff die englische Gartenstadtbewegung in schlichterer Form als Vorbild auf.
In einem weiteren Bauabschnitt kam 1929 ein zweigeschossiges Mehrfamilienhaus in der Hans-Niemeyer-Straße dazu. Architektonisch gestaltete Oskar Haux dieses gemäß dem Stil der Zwanziger Jahre des 20. Jahrhunderts.
Im dritten und letzten Bauabschnitt des Altenhof II kam 1937/38 der Siedlungsteil südlich der Verreshöhe und östlich des Von-Bodenhausen-Weges hinzu. Im Kontext der gestalterischen Vorstellungen zur Zeit des Nationalsozialismus bezog man sich wieder stark auf den Heimatstil und entwickelte die Gebäude des 1. Bauabschnittes im Altenhof II weiter. Federführend gestaltete Hans Ludwig Scharschmidt die Architektur dieser Bauphase. Er übernahm 1924 die Leitung des Kruppschen Baubüros von Robert Schmohl.
Bis heute ist die Siedlung Altenhof II bis auf die Zerstörungen im Zweiten Weltkrieg erhalten. Sie ist bis auf wenige Einheiten privatisiert. Die komplette Siedlung steht seit dem 14. November 1991 unter Denkmalschutz. Geschützt ist somit die bauliche Substanz einschließlich der Innenräume, das Erscheinungsbild der Häuser, die Grundstücke sowie Straßen und Freiflächen. Manche Gebäude, die nach 1945 errichtet wurden, sind nicht unter Schutz gestellt. Anfang des Jahres 2007 wurden gegen den Willen der meisten Bewohner die historischen Gaslaternen durch eine moderne Straßenbeleuchtung im Stil der historischen Gaslaternen ersetzt.